# Remote method invocation
Remote Method Invocation of kortweg RMI is de manier die door Sun is ontwikkeld om Java-objecten met elkaar te laten communiceren. Hierdoor is het mogelijk om Java-objecten die zich op verschillende computers bevinden te laten samenwerken. RMI werkt alleen met softwarecomponenten die in Java geschreven zijn (om ook niet-java programma's te kunnen aanroepen moet RMI over IIOP worden gebruikt, kortweg RMI-IIOP). Omdat Java geschikt is voor vrijwel alle hardware-platforms kan er met behulp van RMI wel een gedistribueerd systeem over meerdere hardwareplatforms worden gerealiseerd.
RMI is de Javaversie van wat algemeen bekend is als Remote procedure call, oftewel RPC.